# Upton (Lincolnshire)
Pour les articles homonymes, voir Upton.
Upton est une paroisse civile et un village du Lincolnshire, en Angleterre.